# ألبرت دوراند
ألبرت دوراند (بالفرنسية: Albert Durand)‏ (5 يناير 1937 مارسيليا فرنسا - 27 نوفمبر 2006 مارسيليا فرنسا) هو لاعب كرة قدم فرنسي سابق كان يلعب كلاعب وسط.

## روابط خارجية
- ألبرت دوراند على موقع قاعدة بيانات كرة القدم.إي يو (الإنجليزية)